# Lecythis ollaria
La olla de mono u ollato (Lecythis ollaria) en un árbol de la familia Lecythidaceae, que se encuentra en las selvas de Brasil y Venezuela. Acumula selenio en sus tejidos. Algunos autores caracterizan su fruto como "calabaza" por su corteza dura.

## Taxonomía
Lecythis ollaria fue descrito por Pehr Löfling y publicado en Iter Hispanicum 189. 1758.
Sinonimia
| - Eschweilera cordata (O.Berg) Miers - Lecythis cordata O.Berg - Lecythis ollaria L. |